# Jóvio (prefeito pretoriano)
Jóvio (em latim: Iovius), ou Joviano (em grego: Ιοβιανός; romaniz.: Iobianós) segundo Olimpiodoro de Tebas, foi um oficial romano do começo do século V, ativo durante o reinado do imperador romano ocidental Honório (r. 395–423).

## Vida
Talvez seja possível associar este oficial ao conde homônimo ativo anos antes. Seja como for, ele aparece pela primeira vez em 407, quando foi nomeado por Estilicão como prefeito pretoriano da Ilíria. Na ocasião, Estilicão estava tramando com o rei visigótico Alarico (r. 395–410) para anexar a prefeitura pretoriana da Ilíria aos domínios de Honório e Jóvio estabeleceu laços íntimos com Alarico quando ele estava no Epiro. É possível que Jóvio seja identificado com o indivíduo homônimo cujo filho Jasão foi exigido como refém por Alarico após a morte de Estilicão (22 de agosto de 408).
Segundo algumas leis preservadas no Código de Teodósio, em 409, Jóvio era prefeito pretoriano da Itália. Após a queda de Olímpio neste ano, tramou com Alóbico a desgraça e subsequente morte de Turpilião e Vigilâncio. Jóvio tornou-se a principal influência sobre Honório e aproveitando-se de sua posição iniciou negociações com Alarico e Ataulfo, que invadiram a Itália, em Arímino e pediu ao imperador que concedesse os pedidos de Alarico. Honório se recusou a conceder ofício a Alarico e Jóvio então fez um juramento com o imperador e outros ministros de nunca fazer a paz com Alarico.
Mais tarde, ele e outros ministros evitaram que Honório concedesse os pedidos mais modestos de Alarico. No final de 409, foi enviado com Juliano, Potâmio e Valente como emissário do usurpador Prisco Átalo em Roma. Jóvio mais tarde desertou e uniu-se a Átalo, que lhe concedeu o título de patrício e o ofício de prefeito pretoriano. Ele maquinou para encerrar o apoio de Alarico a Átalo.